# دهستان دره‌رود جنوبی
دهستان دره‌رود جنوبی، یکی از دهستان‌های بخش دره‌رود شهرستان انگوت در استان اردبیل ایران است. مرکز این دهستان، روستای قره خان بیگلو است.

## جمعیت
بر پایه سرشماری عمومی نفوس و مسکن در سال ۱۳۹۵، جمعیت دهستان دره‌رود جنوبی برابر با ۲٬۴۰۸ نفر بوده‌است.